# O Europę Narodów
O Europę Narodów (hiszp. Por la Europa de los Pueblos) – blok hiszpańskich regionalistycznych partii politycznych zawiązany w 1994 w związku z wyborami do Parlamentu Europejskiego.

## Historia
W skład bloku weszły dwie partie, które uczestniczyły w analogicznej koalicji w 1989: 
- Eusko Alkartasuna (EA)
- Esquerra Republicana de Catalunya (ERC)

Do inicjatywy przyłączyły się również trzy inne ugrupowania:
- Tierra Comunera-Partido Nacionalista Castellano (TC-PNC)
- Acció Catalana (AC)
- Entesa Nacionalista i Ecologista d'Eivissa (ENEE).

Pierwsze miejsce na liście zajął Carlos Garaikoetxea (EA), na drugiej pozycji znalazł się Max Cahner z AC.
Koalicja uzyskała 239 tys. głosów i 1,29% w skali kraju plasując się na szóstym miejscu wśród ugrupowań hiszpańskich. Najlepsze wyniki osiągnęła w Kraju Basków (78 tys. i 8,98%), Katalonii (141 tys. i 5,52%)  i Nawarze (9 tys. i 3,74%). Poparcie na Balearach i w Kastylii-Leon nie przekroczyło 1%. Blok wyborczy nie wziął udziału w podziale 64 mandatów przysługujących Hiszpanii.
Po przedstawieniu wyników Carlos Garaikoetxea podał się do dymisji z funkcji szefa Eusko Alkartasuna